# Drepanins
Drepaninae és la subfamília més gran de papallones nocturnes de la família Drepanidae.
Mentre que la subfamília se sol dividir en dues tribus Drepanini i Oretini, la seva sistemàtica interna i filogènia no estan encara ben resoltes.

## Sistemàtica
La llista següent és provisional i probablement incompleta.
- Tribu Drepanini Meyrick, 1895

- - Agnidra - Inclou Zanclalbara
  - Argodrepana
  - Auzata - Inclou Gonocilix
  - Auzatellodes
  - Canucha - Inclou Campylopteryx
  - Drapetodes
  - Drepana
  - Euphalacra - Inclou Ectothyris, Neophalacra
  - Hyalospectra
  - Leucoblepsis
  - Macrocilix
  - Nordstromia - Inclou Allodrepana
  - Strepsigonia - Inclou Monurodes
  - Tridrepana - Inclou Konjikia

- Tribu Nidarini
  - Nidara
- Tribu Oretini Inoue, 1962
  - Amphitorna - Inclou Neoreta, Procampsis, Tomocerota
  - Astatochroa
  - Oreta - Inclou Dryopteris, Holoreta, Hypsomadius, Mimoreta, Oretella, Psiloreta, Rhamphoreta
  - Spectroreta
  - Urogonodes
- Sense tribu

- - Albara
  - Callicilix
  - Callidrepana - Inclou Ausaris, Damna, Drepanulides, Drepanulina, Ticilia
  - Cilix
  - Crocinis
  - Crucidava
  - Deroca
  - Didymana
  - Dipriodonta
  - Ditrigona - Inclou Leucodrepana, Leucodrepanilla
  - Epicampoptera
  - Eudeilinia
  - Falcaria - Inclou Edapteryx
  - Gogana - Inclou Ametroptila, Liocrops, Trotothyris
  - Gonoreta
  - Gonoretodes
  - Hemiphruda
  - Hyalostola
  - Isospidia
  - Macrauzata
  - Microblepsis - Inclou Betalbara 
  - Monoprista
  - Negera
  - Oretopsis
  - Paralbara
  - Phalacra
  - Problepsidis
  - Pseudalbara
  - Pseuderosia
  - Pseudemodesa
  - Sabra
  - Scytalopteryx
  - Sewa
  - Spidia
  - Streptoperas
  - Teldenia
  - Thymistadopsis
  - Thymistida - Inclou Hybodrepana, Thymistada
  - Uranometra
  - Zusidava - Inclou Emodesa

## Galeria

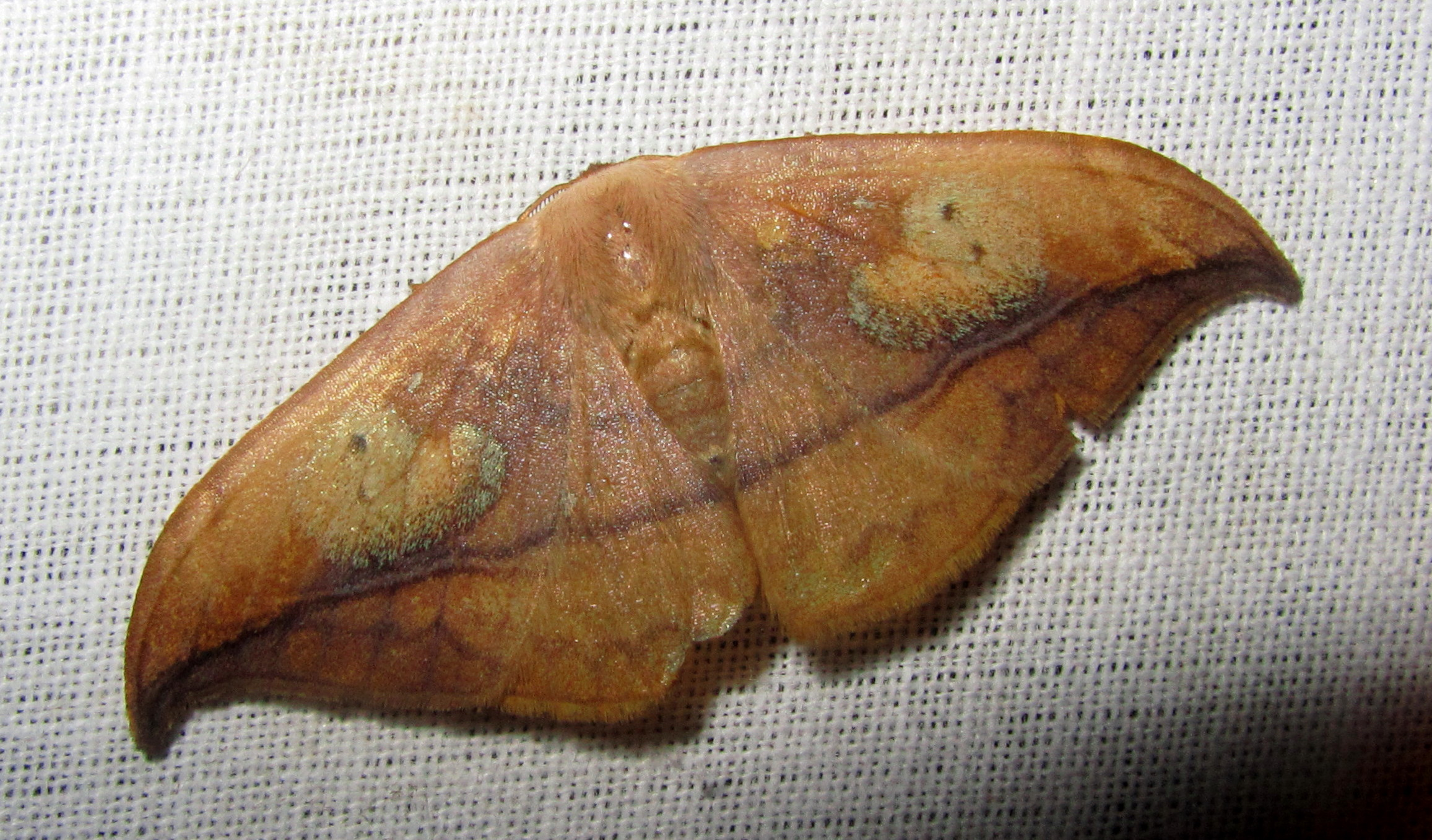
Agnidra vinacea
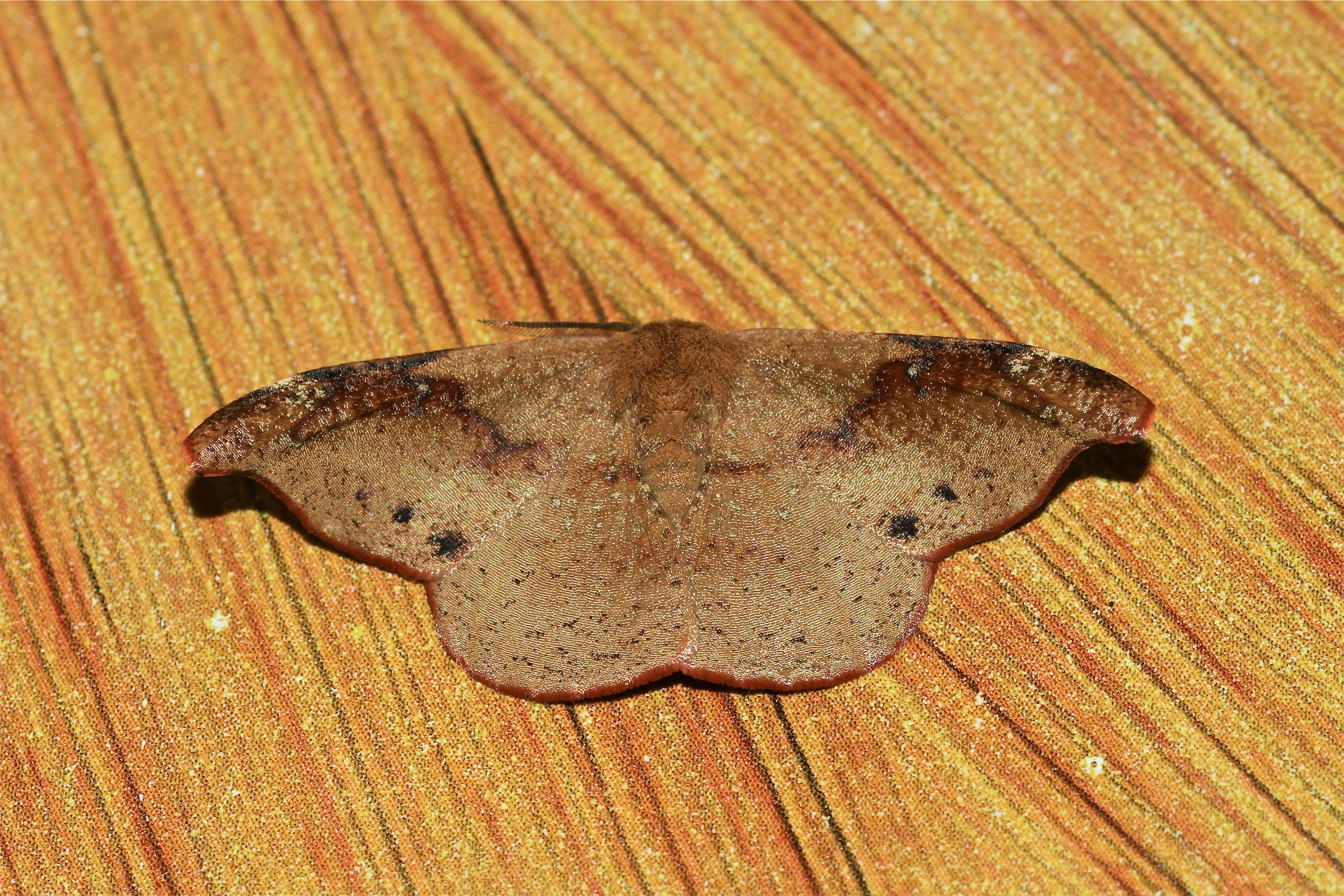
Oreta carnea
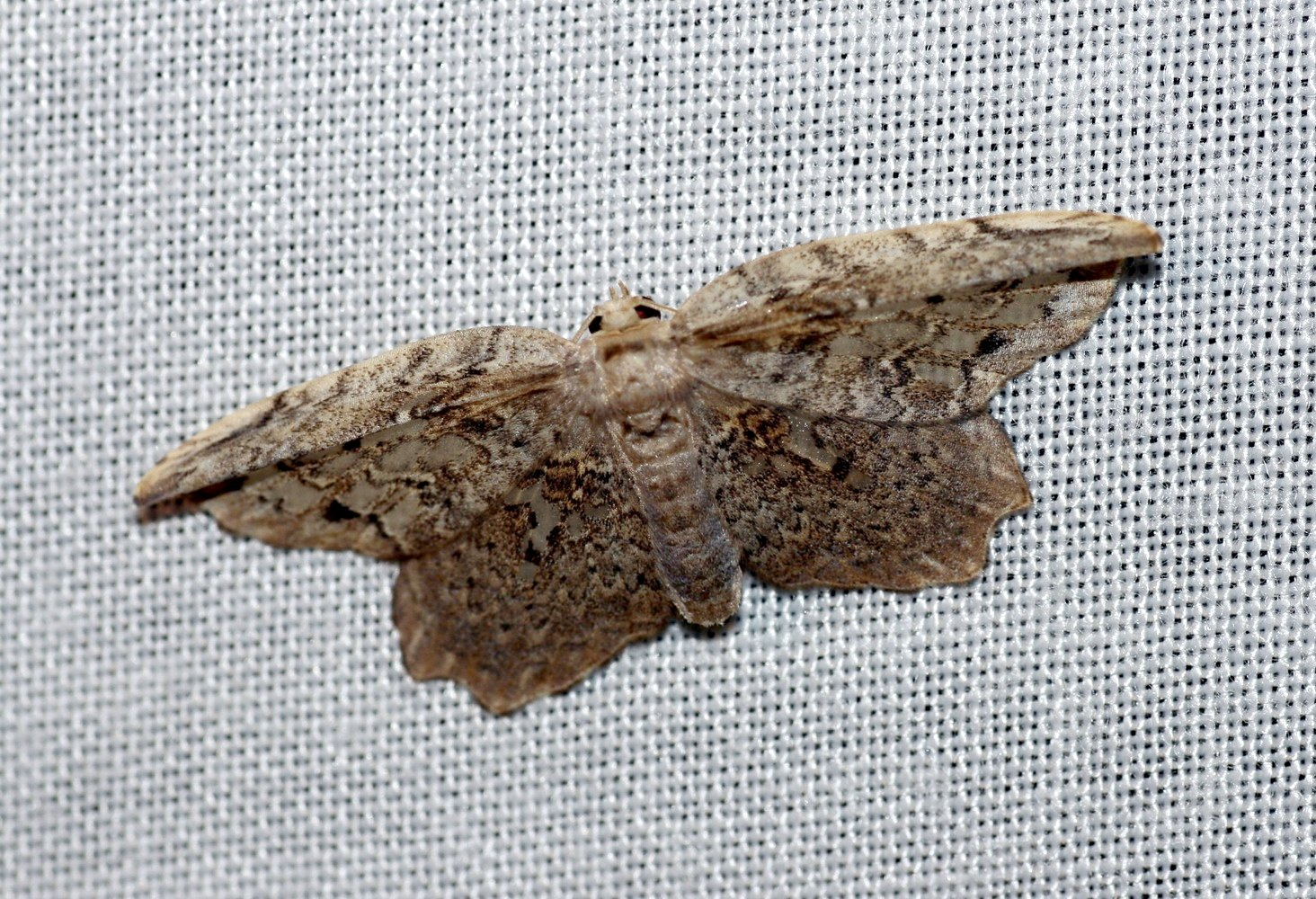
Pseuderosia desmierdechenoni
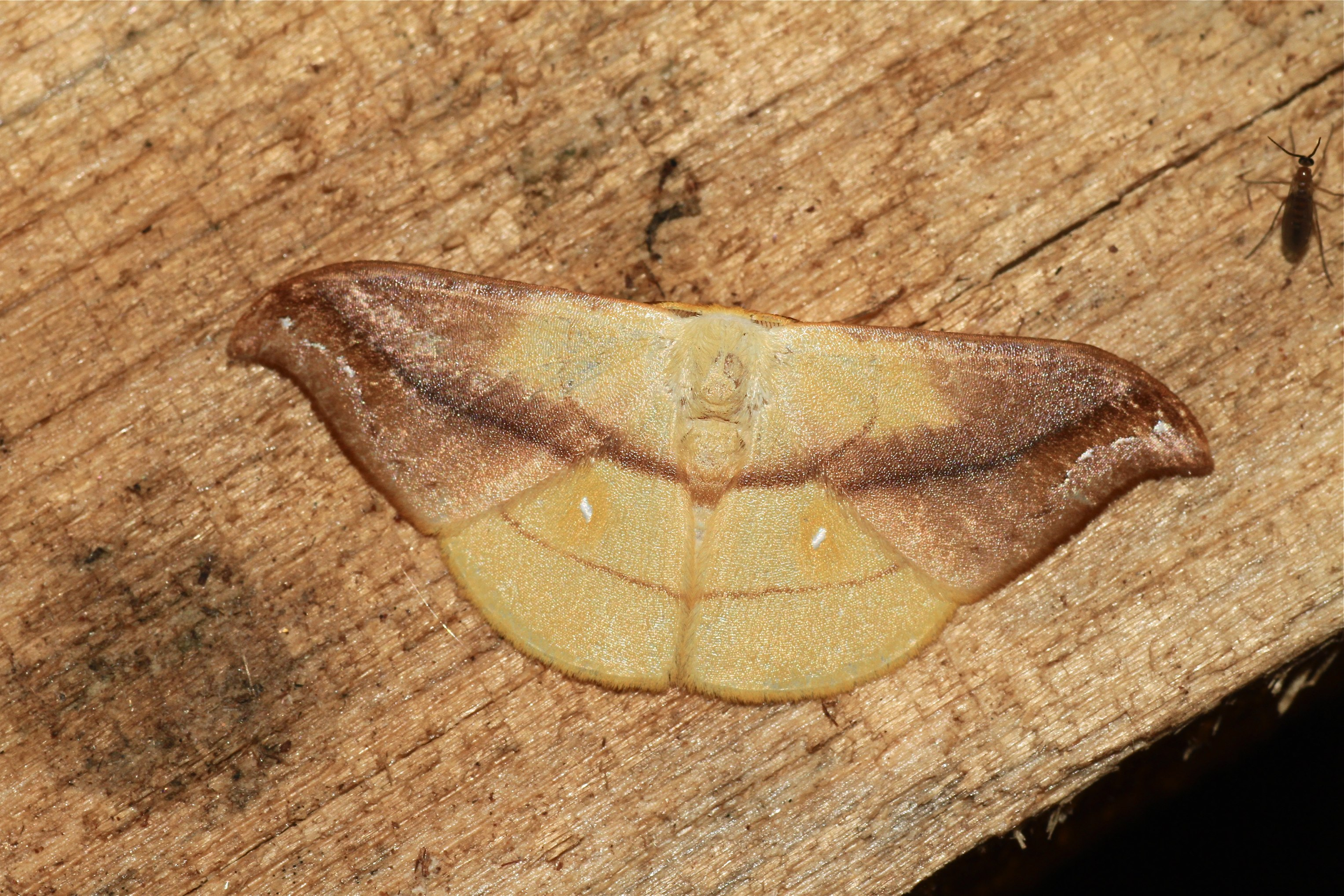
Tridrepana argentistriga
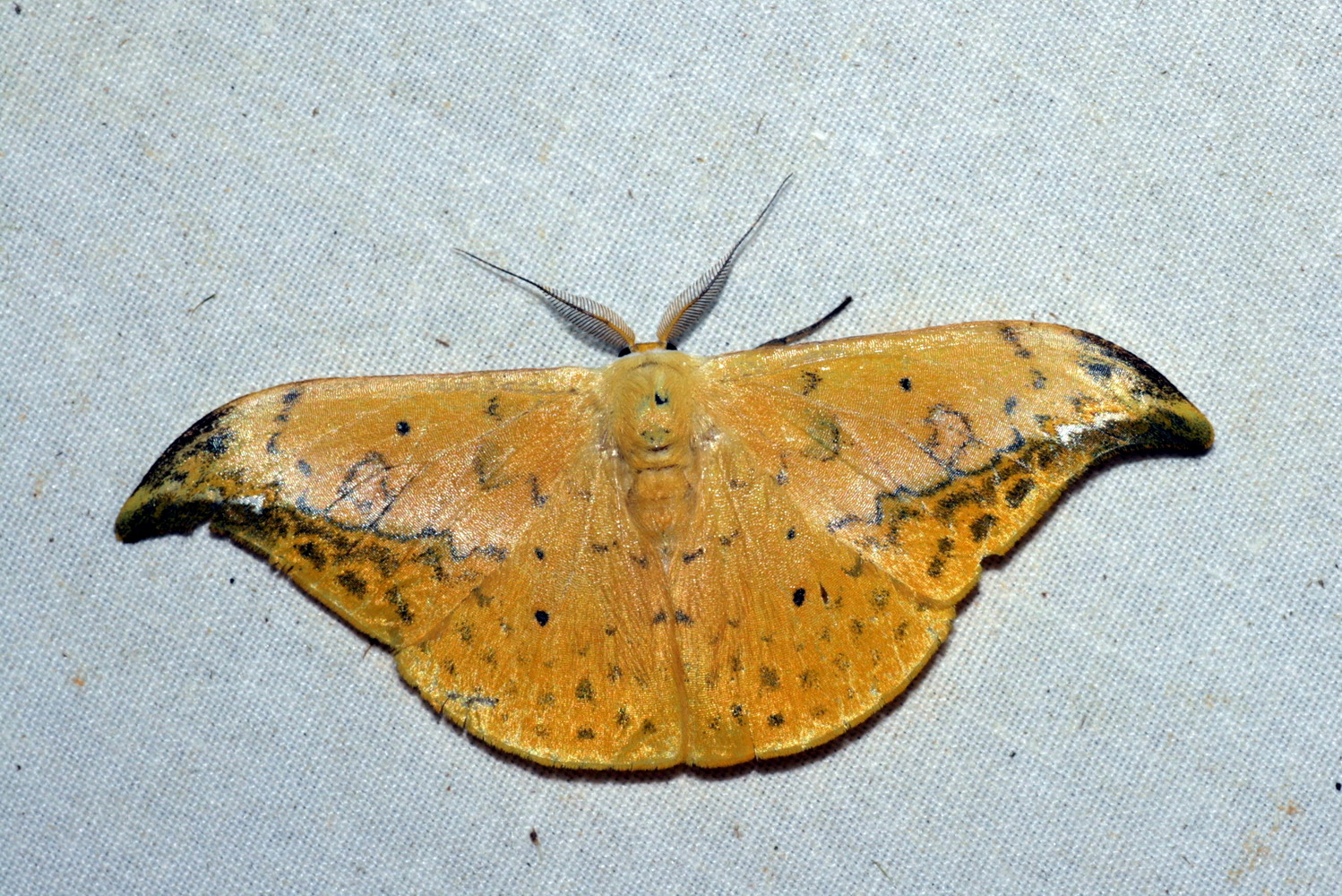
Tridrepana flava